# فاجرايانا

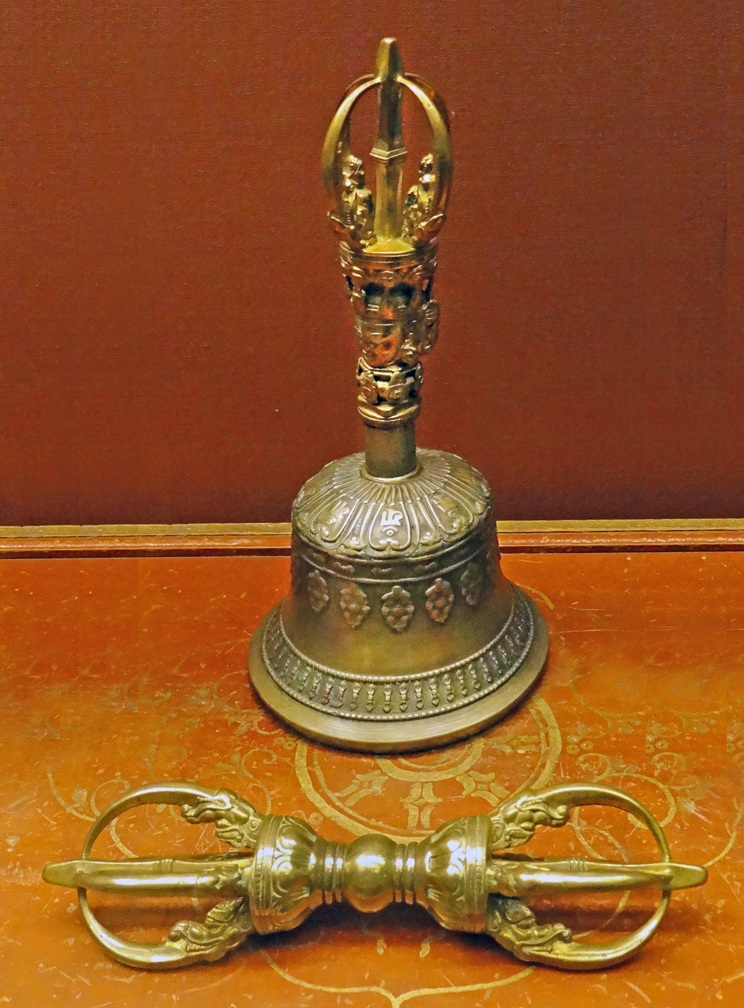
ساعة سو ميليت (المتحف البريطاني).

فَجرَيانة أو (نقحرة: فاجرايانا) هي إحدى مذاهب البوذية، كما تعرف باسم المانترا السرية. صُنفت فترة فجريانة البوذية بأنها الخامسة أو النهائية في فترات البوذية الهندية. الفجريانة هي نظام معقد ومتعدد الأوجه والتي تطورت على مدى قرون عدة، وتكشف عن تناقض كبير ومجموعة متنوعة من الآراء. ظهرت فجريانة على الأرجح إلى حيز الوجود في القرن السادس أو السابع الميلادي. تدعى الكتب المقدسة لفجريانة تَنترا. والسمة المميزة لفجريانة البوذية هي الطقوس، والتي تستخدم بديلًا عن التأملات المجردة في المذاهب البوذية التي ظهرت في وقت سابق لها.